# Pont des Filles de Jacob
Le pont des Filles de Jacob (hébreu : גשר בנות יעקב) est un pont traversant le Jourdain supérieur en Israël, construit à l'emplacement d'un gué permettant autrefois le passage entre la Haute Galilée et le plateau du Golan. Il a donné son nom à un site préhistorique acheuléen situé 300 m plus au sud, au bord du Jourdain.

## Étymologie
Les ponts construits à cet endroit dans le passé ont pris le nom arabe du site, Jisr Banât Ya'qūb (arabe : جسر بنات يعقوب), littéralement « pont des Filles de Jacob », traduit en Hébreu par Gesher Bnot Ya'akov (hébreu : גשר בנות יעקב), nom sous lequel il est aujourd'hui connu en Israël. Le nom de « Gué de Jacob », apparu durant la période des Croisades, est encore en usage en anglais (« Jacob's Ford »). Son appellation semble provenir du nom d'un couvent (« Jacob ») situé à Safed, et dont les sœurs percevaient les taxes de passage en cet endroit. La tradition a associé progressivement le nom du pont au patriarche biblique du même nom.

## Localisation

Carte montrant le Jourdain entre la Galilée et le plateau du Golan

Situé en Haute Galilée, à 15 km au nord du lac de Tibériade, le site du pont des Filles de Jacob était le dernier gué au sud de la vallée de la Houla avant le passage du Jourdain entre le bloc basaltique de Korazin et le plateau du Golan, où l'on ne pouvait traverser la rivière à gué. Ce fut un point stratégique pendant des siècles.
Le pont moderne fait partie de l'Autoroute 91 (en) qui relie la Galilée et le plateau du Golan. Il est d'une importance militaire stratégique car il est l'un des rares points de passage fixes sur la partie supérieure du Jourdain qui permette l'accès, depuis le plateau du Golan, vers la Haute Galilée. Il se trouve à proximité de l'ancienne moshava de Mishmar-Hayarden et du kibboutz de Gadot.

## Histoire

### Préhistoire
Lors de travaux d'aménagement entrepris sur le lieu dans les années 1930 par 30 soldats britanniques pour la construction de bassins d'épuration, on découvrit des ossements d'animaux fossiles et des outils lithiques préhistoriques. Une vaste campagne de fouilles a été entreprise en 1989 par des archéologues israéliens.
Les vestiges découverts lors des fouilles ont fait l'objet de nombreuses publications. Les outils lithiques, constitués notamment de bifaces et de hachereaux, appartiennent à l'Acheuléen, une culture du Paléolithique inférieur. De nombreux os fossiles d'animaux et restes de plantes ont été trouvés, montrant que les hommes de l'époque consommaient un large éventail d'animaux sauvages et de plantes comestibles. Le site a montré l'existence d'espaces distincts consacrés aux différentes activités, ce qui parait relever d'un comportement avancé. Des restes de graines et d'ossements brulés et de pierres chauffées, dus à l'utilisation de foyers, datés d'environ 790 000 ans, représentent la plus ancienne trace de domestication du feu connue dans le monde,,,.

### Antiquité
À l'époque romaine, le pont est emprunté par des convois de marchands. On trouve d'ailleurs les vestiges d'un pont de cette époque.
La route des caravanes entre la Chine et le Maroc, via la Mésopotamie et l'Égypte, utilisait ce passage correspondant à l'ancienne via Maris, qui fut d'une importance stratégique pour les Égyptiens, les Assyriens, les Hittites, les Juifs, les Sarrasins, les Arabes, les Croisés et les Ottomans qui ont tous traversé la rivière à cet endroit,.

### Moyen Âge

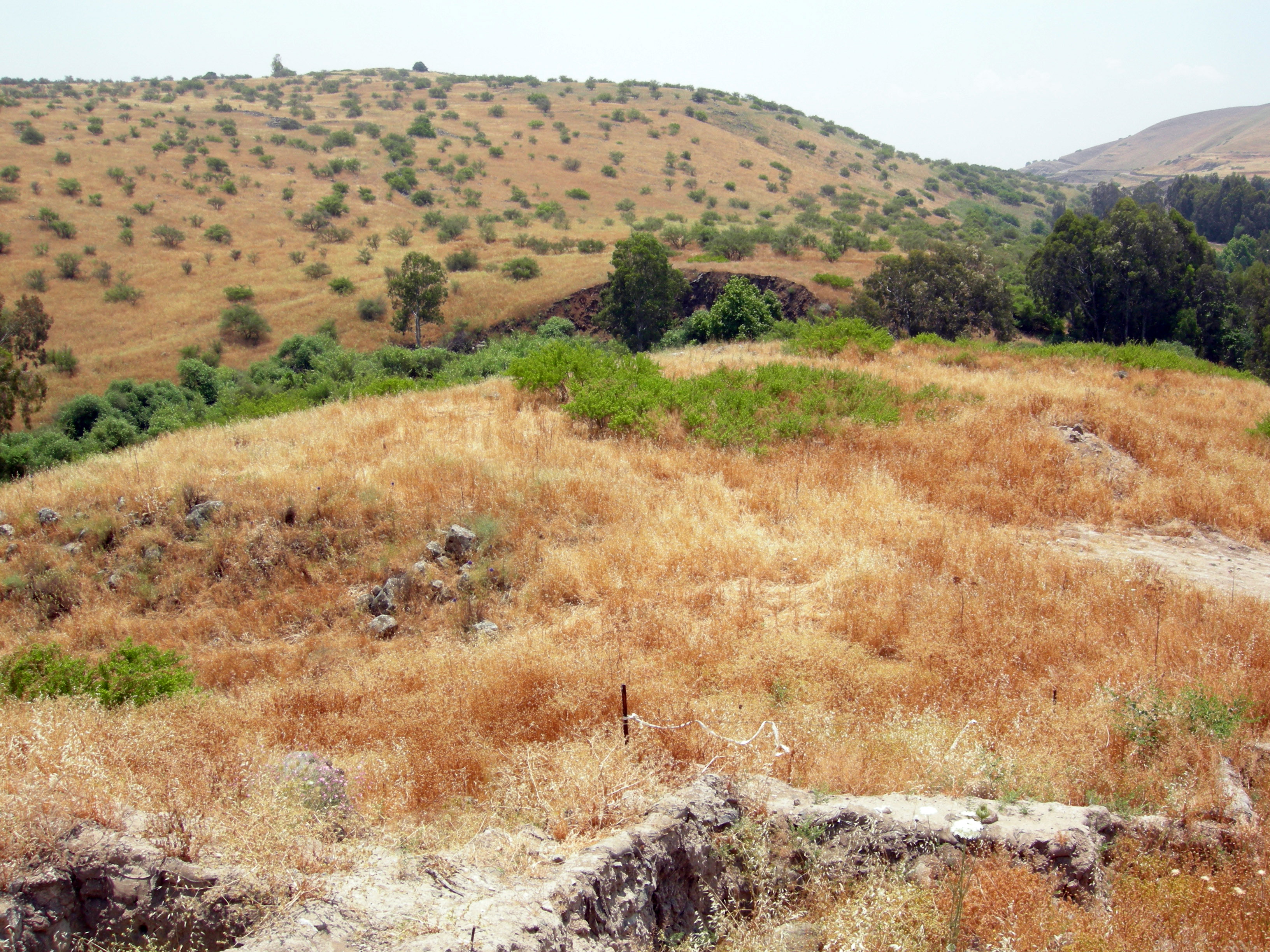
Vue du champ de bataille du gué de Jacob (1179), en regardant vers l'est, depuis la forteresse des Croisés, au-delà de la rivière, dans la direction depuis laquelle les forces de Saladin attaquèrent.

Le gué de Jacob était un point clé de passage de la rivière sur la principale route commerciale entre Acre et Damas.
On le mentionne également lors des batailles qui opposent les Croisés aux Musulmans au XIIe siècle
Le gué de Jacob fut utilisé par la Palestine chrétienne et la Syrie seldjoukide comme un grand carrefour entre les deux civilisations, ce qui lui conféra une importance stratégique. Lorsqu'Onfroy II de Toron fut assiégé dans la ville de Baniyas (en) en 1157, le roi Baudouin IV de Jérusalem réussit à le libérer mais il fut pris en embuscade au gué de Jacob en juin de cette même année.
Par la suite, la zone autour du gué de Jacob fut constamment disputée entre Baudouin et Saladin. Baudouin autorisa les Templiers à construire un château surplombant le gué et commandant la route de Kuneitra à Tibériade, menaçant Damas. Le 23 août 1179, Saladin assiégea le château et détruisit les fortifications qui n'étaient pas complètement terminées. Le château est connu sous le nom de Vadum Iacob ou Chastellet.

### Période moderne
L'ancien pont de pierres à arches marque la limite nord de l'avancée de Napoléon en 1799,.
Une autre bataille (en) s'est déroulée dans la zone le 27 septembre 1918, durant la campagne de Palestine de la Première Guerre mondiale, au début de la poursuite par l'Armée britannique des rescapés du Groupe d'armées Yildirim (en) de l'Empire ottoman battant en retraite vers Damas. Le pont fut détruit par les forces armées turques mais fut reconstruit par les sapeurs du corps d'armée australien et néo-zélandais.

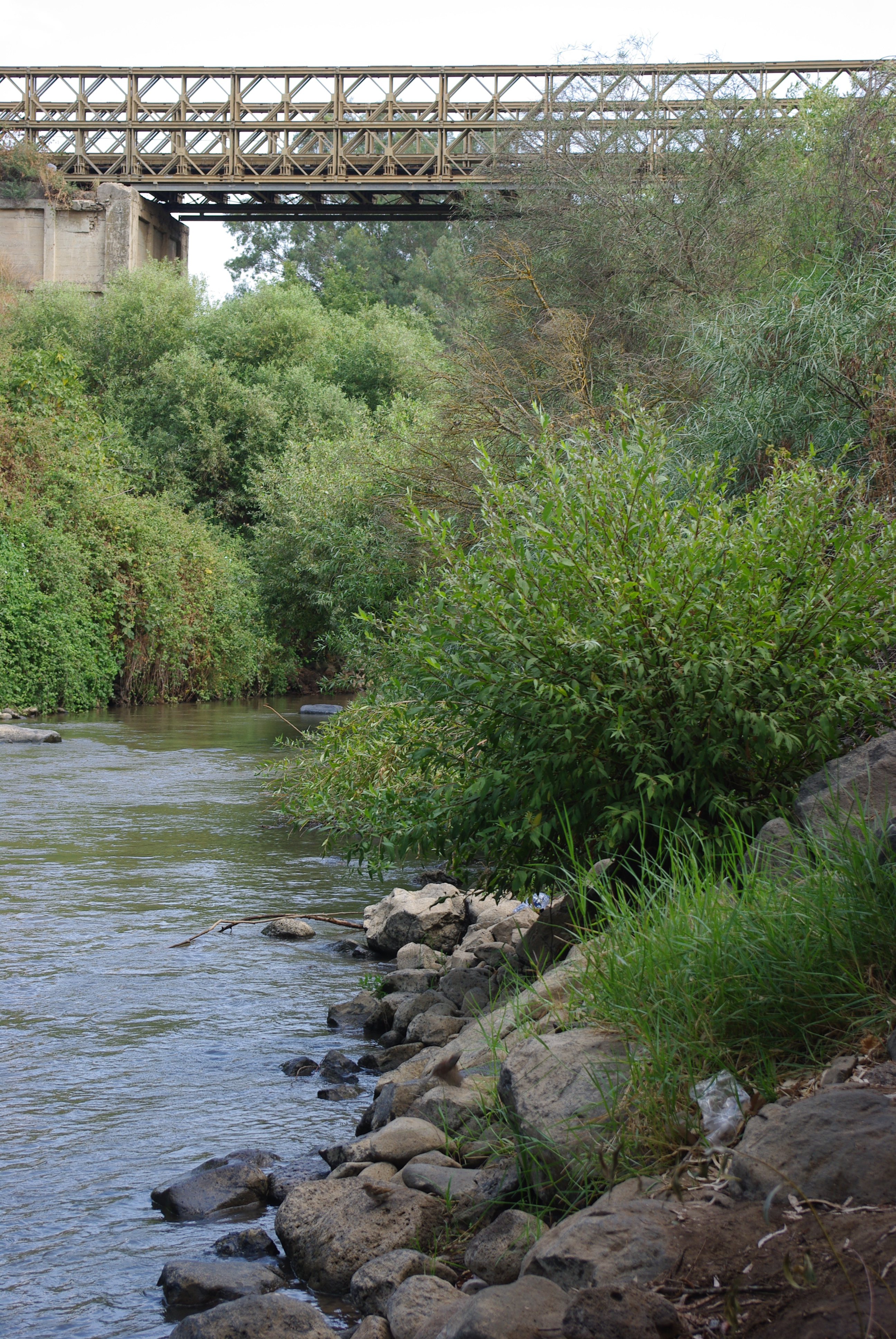
Le pont Bailey vu du niveau du fleuve en 2015

### Période contemporaine

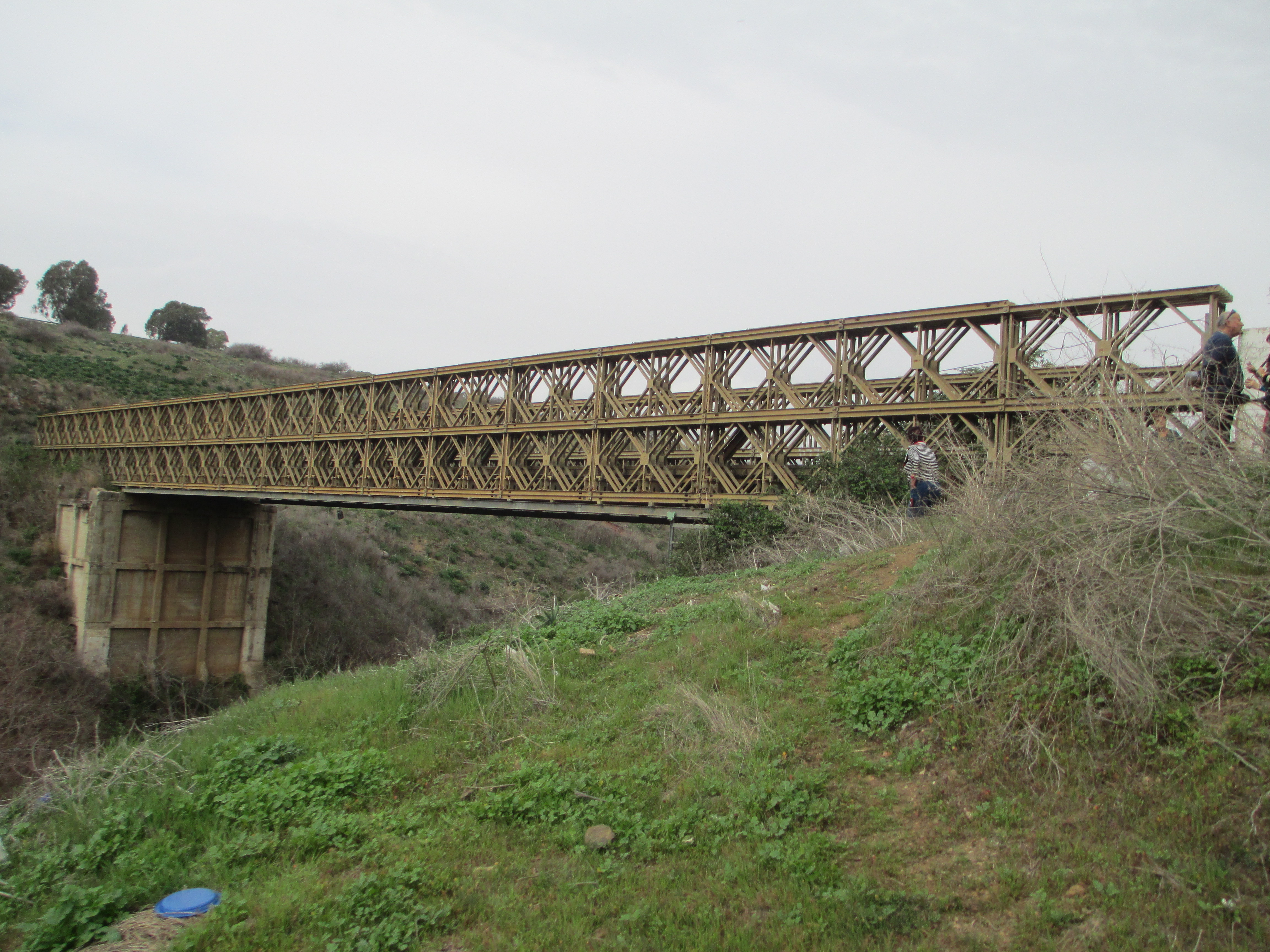
Le pont Bailey

Lors de la Nuit des ponts, entre les 16 et 17 juin 1946, le pont est à nouveau dynamité par la Haganah.
Les Syriens reprennent le pont le 11 juin 1948, durant la Guerre israélo-arabe de 1948, mais se retirent à la suite des accords d'armistice israélo-arabes de 1949. Après la guerre, le pont se trouve au centre de la zone démilitarisée par les accords d'armistice.
En 1953, le site est choisi comme emplacement d'origine pour la prise d'eau du projet de l'aqueduc national d'Israël, mais, sous la pression américaine, l'emplacement est déplacé en aval, à Eshed Kinrot, sur le lac de Tibériade.
Pendant la guerre des Six Jours, une brigade parachutiste israélienne s'empare de la région et le Combat Engineering Corps (en) israélien construit un pont Bailey.
Lors de la guerre du Kippour, les forces syriennes s'approchent du pont mais ne le traversent pas.
Jusqu'en 2007, il y avait deux ponts Bailey sur le site, l'un pour le trafic d'est en ouest et l'autre pour la direction opposée. Cependant, en 2007, un pont routier moderne en béton est achevé. L'un des ponts Bailey est démantelé et l'autre est conservé pour une utilisation d'urgence.